# Amand Polan z Polansdorfu
Amand(us) Polan(us) z Polansdorfu (16. prosince 1561 Opava – 17. července 1610 Basilej) byl významným kalvínským teologem a spisovatelem českého původu.

## Život
Narodil se 16. prosince 1561 v Opavě jako syn opavského městského písaře Jindřicha Polana z Polansdorfu. Po studiích na opavské latinské škole začal roku 1577 navštěvovat Elisabethanum ve Vratislavi, kde konvertoval ke kalvinismu. V roce 1583 krátce studoval v Tübingenu, odkud odešel na univerzitu v Basileji, kde jej ovlivnil zejména Johann Jakob Grynaeus, s jehož dcerou Marií se Amand Polan 25. října 1596 oženil. V roce 1584 se Amand Poland vydal do Ženevy, kde se stal eforem Karla st. ze Žerotína. Ve službách Žerotínů pak strávil několik následujících let. Mezi lety 1588-1590 působil jako vychovatel Jana Diviše ze Žerotína a studoval s ním v Heidelbergu. V roce 1590 odešel do Basileje, kde byl promován na doktora bohosloví. Mezi lety 1591-1596 byl vychovatelem Ladislava Velena ze Žerotína a pobýval s ním na studiích ve Štrasburku, Basileji a Ženevě.
Od roku 1596 až do své smrti působil jako profesor exegeze Starého zákona na univerzitě v Basileji. V letech 1598–1600 a 1601–1609 zastával úřad děkana teologické fakulty, v letech 1600 a 1609 byl dvakrát rektorem basilejské univerzity.
Jeho nejvýznamnějším dílem je Syntagma theologiae Christianae (1609), které věnoval Karlu st. ze Žerotína. Podílel se též na překladu Bible kralické.